# Юдин, Вениамин Гаврилович
Вениамин Гаврилович Юдин (2 апреля 1864, Невельский уезд — 2 июня 1943, Молотов) — русский и советский врач, судебно-медицинский эксперт, организатор здравоохранения.  Герой Труда (1928).

## Биография
Родился 2 апреля 1864 года (по другим данным 1863 года) в Невельском уезде Витебской губернии, в еврейской купеческой семье. Известен портрет его отца Гавриила Абрамовича Юдина (1 января 1837, Дисна — 13 июня 1905, Витебск) работы Юделя Пэна. В семье Гавриила и Ханы-Фрумы (Анны) Юдиной было восемь детей, из которых Вениамин, Абрам (1860—?), Берта (1876—1961) и Елена (1866—?) стали врачами.
Ученик Н. В. Склифосовского. Звание лекаря получил в 1887 году. Работал городским врачом в Сураже, с 1892 года земским, городским и железнодорожным врачом в Невеле, где проявил себя как хозяйственный деятель города.
Умер 2 июня 1943 года и похоронен на Егошихинском кладбище Пермского некрополя.

### Семья
- Братья — Яков Гавриилович Юдин (1866—1930), присяжный поверенный, был женат на певице Полине Исааковне Рабинович (их сын — дирижёр Гавриил Юдин); Александр Гавриилович Юдин (1863—1916), агент витебского Общества солезаводчиков (его сын — художник Лев Юдин).
- Первая жена — Раиса Яковлевна Юдина (урождённая Златина; 1868, Москва — 24 марта 1918, Невель), домохозяка.
- Дети:
  - Флора Вениаминовна Юдина (по мужу — Цейтлина; 1891—1961), врач.
  - Анна Вениаминовна Юдина (1896—1970)[8], переводчица научной литературы.
  - Лев Вениаминович Юдин (1892—1964), врач.
  - Борис Вениаминович Юдин (1894—1986), советский кинодеятель, драматург и киносценарист[8].
  - Мария Вениаминовна Юдина  (28 августа (9 сентября) 1899, Невель — 19 ноября 1970, Москва), пианистка.
- Вторая жена — Цецилия Яковлевна Юдина (урождённая Калмансон; 1891, Санкт-Петербург — 1964, деревня Заболотье)[8].
  - Дочь — Вера Вениаминовна Юдина (по мужу Готфрид, 1926, Москва — 2004, Кливленд), геолог[8].

## Награды
- Герой Труда (17 сентября 1928)[9].